# Chris Carmack
James Christopher Carmack, detto Chris (Washington, 22 dicembre 1980), è un attore ed ex modello statunitense.

## Biografia
Carmack è cresciuto a Derwood, nel Maryland. Ha un fratello e una sorella. Da ragazzo ha partecipato a molti sport quali baseball, basketball, football e wrestling. Alla Magruder High School, tuttavia, la sua attenzione è stata catturata dal teatro ed ha cominciato a lavorarci con passione per tre anni.

### Carriera come modello
Dopo essersi diplomato, Carmack ha frequentato la New York University per conseguire la laurea in arte presso la Tisch School. Dopo essere stato scoperto da modelling scout, lasciò l'Università ed iniziò a lavorare come modello.

### Carriera come attore
Dopo aver vissuto per due anni a New York City, Carmack decise di trasferirsi a Los Angeles per lavorare come attore. È conosciuto per aver interpretato Luke Ward nella prima stagione di The O.C..
Nel 2005, Carmack recitò nel film Summertime - Sole, cuore... amore con Amanda Bynes e Jonathan Bennett.
Nel 2018 entra a far parte del cast di Grey's Anatomy interpretando il chirurgo ortopedico Atticus Lincoln.

## Filmografia

### Cinema
- Ragazze nel pallone - La rivincita (Bring It on Again), regia di Damon Santostefano (2004)
- The Last Ride, regia di Guy Norman Bee (2004)
- Candy Paint, regia di Andrew Waller (2005) - cortometraggio
- Summertime - Sole, cuore... amore (Love Wrecked), regia di Randal Kleiser (2005)
- Baciati dalla sfortuna (Just My Luck), regia di Donald Petrie (2006) - non accreditato
- Suburban Girl, regia di Marc Klein (2007)
- The Butterfly Effect 3: Revelations, regia di Seth Grossman (2009)
- H2O Extreme, regia di Bill Scharpf (2009)
- Trappola in fondo al mare 2 - Il tesoro degli abissi (Into the Blue 2: The Reef), regia di Stephen Herek (2009)
- Masturbate for Life, regia di Robert McKeon (2010) - cortometraggio
- Un principe in giacca e cravatta, regia di Gil Junger (2010)
- Shark Night - Il lago del terrore (Shark Night), regia di David R. Ellis (2011)
- Dark Power, regia di John Milton Branton (2013)
- The Dust Storm, regia di Anthony Baldino e Ryan Lacen (2015)

### Televisione
- Strangers with Candy – serie TV, 1 episodio (2000)
- The O.C. – serie TV, 28 episodi (2003-2004)
- Beach Girls – miniserie TV, 6 episodi (2005)
- Smallville – serie TV, 1 episodio (2005)
- Jake in Progress – serie TV, 1 episodio (2005)
- Related – serie TV, 11 episodi (2005-2006)
- CSI: Miami – serie TV, 1 episodio (2007)
- Higglytown Heroes - Quattro piccoli eroi – serie TV, 1 episodio (2007)
- Desperate Housewives – serie TV, 1 episodio 4x11 (2008)
- CSI: NY – serie TV, 1 episodio (2008)
- NCIS - Unità anticrimine (NCIS) – serie TV, episodio 6x14 (2009)
- Drop Dead Diva – serie TV, 1 episodio (2009)
- Un principe in giacca e cravatta (Beauty & the Briefcase) – film TV, regia di Gil Junger (2010)
- Luna di miele fatale (Deadly Honeymoon) – film TV, regia di Paul Shapiro (2010)
- Grace – film TV, regia di Lesli Linka Glatter (2011)
- Bad Girls – film TV, regia di John Dahl (2012)
- A Christmas Wedding Date – film TV, regia di Fred Olen Ray (2012)
- All About Christmas Eve – film TV, regia di Peter Sullivan (2012)
- Nashville – serie TV, 28 episodi (2013-2018)
- Grey's Anatomy – serie TV (2018-in corso)

## Doppiatori italiani
Nelle versioni in italiano delle opere in cui ha recitato, Chris Carmack è stato doppiato da:
- Riccardo Onorato in Baciati dalla sfortuna, The O.C.
- Marco Baroni in Smallville, Shark Night - Il lago del terrore
- Andrea Lavagnino in Suburban Girl, Related
- Francesco Pezzulli in Desperate Housewives, Grey's Anatomy
- Andrea Mete in Trappola in fondo al mare 2 - Il tesoro degli abissi
- Alberto Bognanni in Summertime - Sole, cuore... amore
- Gabriele Sabatini in Un principe in giacca e cravatta
- Edoardo Stoppacciaro in NCIS - Unità anticrimine
- Fabrizio Vidale in Beach Girls - Tutto in un'estate
- Patrizio Cigliano in Luna di miele fatale
- Gianfranco Miranda in CSI: NY
- Alessandro Budroni in CSI: Miami
- Marco Vivio in Nashville

Come doppiatore, è sostituito da:
- Francesco Pezzulli in Alfa & Omega